# Mesobaena
Genre
Mesobaena est un genre d'amphisbènes de la famille des Amphisbaenidae.

## Répartition
Les deux espèces de ce genre se rencontrent en Amérique du Sud.

## Liste des espèces
Selon The Reptile Database (25 juil. 2011) :
- Mesobaena huebneri Mertens, 1925
- Mesobaena rhachicephala Hoogmoed, Pinto, Da Rocha & Pereira, 2009

## Publication originale
- Mertens, 1925 : Eine neue Eidechsengattung aus der Familie der Leposterniden. Senckenbergiana, vol. 7, n. 5, p. 170-171.